# Valence (Charente)
Valence é uma comuna francesa na região administrativa da Nova Aquitânia, no departamento de Charente. Estende-se por uma área de 10,87 km². Em 2010 a comuna tinha 199 habitantes (densidade: 18,3 hab./km²).